# Bakar
Pour les articles homonymes, voir Bakar (homonymie).
Bakar est une ville et une municipalité située dans le comitat de Primorje-Gorski Kotar en Croatie. Au recensement de 2001, la municipalité comptait 7 973 habitants, dont 90,29 % de Croates et la ville seule comptait 1 614 habitants Bakar est le nom croate du cuivre.

## Histoire
Le port semble être une(re)fondation romaine du Ier siècle, sous le nom de "Volcera", en baie de Kvarner, à quelques kilomètres de Rijeka (Fiume).
Ce port a appartenu à la famille Frankopan, puissante famille croate médiévale, qui a dirigé l'île de Krk et le Gorski Kotar.
Leurs fiefs dépendaient du Saint-Empire romain germanique, puis de l'Autriche-Hongrie dont le port était l'un des débouchés commerciaux maritimes sur sa façade Adriatique.
La ville s'appelait alors Buccari, avec une adaptation turque en "Bakir".
En février 1918, s'est déroulée une incursion militaire, nommée Beffa di Buccari, dirigée par Costanzo Ciano et Gabriele D'Annunzio.
Dans les années 1920, le fort de Bakar a servi de prison à divers dirigeants communistes du royaume de Yougoslavie, dont Tito, alors serrurier aux chantiers navals de Kraljevica (Porto Re).

## Localités
La municipalité de Bakar compte 9 localités : 
- Bakar
- Hreljin
- Krasica
- Kukuljanovo
- Plosna
- Ponikve
- Praputnjak
- Škrljevo
- Zlobin